# Cerro El Morado
Cerro El Morado è una montagna del Cile, situata a ovest della capitale cilena, Santiago del Cile. È alta 4674 metri.
La prima scalata è stata effettuata il 22 dicembre 1933 dai tedeschi Sebastian Kruckel e Otto Pfenninger.